# Neue Freie Volksbühne
Die Neue Freie Volksbühne war eine Theaterorganisation in Berlin von 1892 bis 1919.

## Geschichte

### Vorgeschichte
1890 wurde die Freie Volksbühne gegründet, als eine Vereinigung, die ihren Mitgliedern ermöglichen sollte, Theatervorstellungen und andere Kulturveranstaltungen zu niedrigen Eintrittspreisen  zu besuchen. Hauptinitiator war Bruno Wille.
Im Laufe des Jahres 1892 kam es zu verschärften Auseinandersetzungen mit August Bebel und anderen sozialdemokratischen Vertretern, die den Verein in eine stärker politisch-agitatorische Richtung lenken wollten.

### Gründung der Neuen Freien Volksbühne

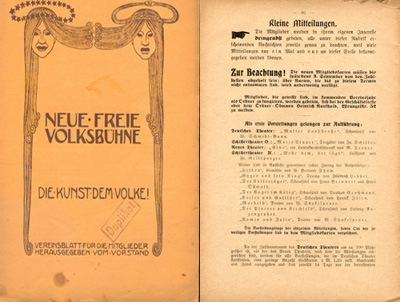
Zeitschrift Neue Freie Volksbühne, 1906/1907

Daraufhin gründete sich die Neue Freie Volksbühne auf Initiative von Bruno Wille.
Am 26. Oktober 1892 wurden zwanzig Personen in einem kleinen Kreis bestimmt, die die künstlerische und organisatorische Leitung übernehmen sollten. Am 30. Oktober erfolgte die offizielle Gründungsversammlung in Joëls Festsälen.
Die Neue Freie Volksbühne folgte der gleichen Grundidee wie die Freie Volksbühne, sie wollte Arbeitern  den Zugang zu hochwertigen Theatervorstellungen ermöglichen. Sie lehnte jedoch eine zu starke ideologische Ausrichtung ab. Dazu vertrat sie eine andere Leitungsauffassung, Experten sollten die Auswahl und Gestaltung der Programme entscheiden, im Gegensatz zum demokratischen Mitbeteiligungsprinzip der Freien Volksbühne, bei der alle Mitglieder gemeinsam bestimmten. Einige der beteiligten Personen wie Gustav Landauer vertraten  anarchistische Positionen, auch Rudolf Steiner mit seiner anthroposophischen Ideen war beteiligt.
Gespielt wurden vor allem Theaterstücke zeitgenössischer Autoren, an wechselnden Veranstaltungsorten, wie größeren Festsälen.
1895 wurde die Tätigkeit durch neue Zensurbestimmungen zeitweise ausgesetzt. Erst nach einer Änderung der Statuten konnten 1897 die Aufführungen fortgesetzt werden.

### Eigene Spielstätten
1909 wurde erstmals der Bau eines eigenen Theaters geplant. 1910 wurde das Bunte Theater in der Köpenicker Straße als erste provisorische Spielstätte Neues Volks-Theater angemietet. Eröffnungsstück war Ibsens Stützen der Gesellschaft.
1913 wurde ein gemeinsames Konsortium mit der Freien Volksbühne gebildet, das den Bau der Volksbühne am Bülowplatz (jetzt Rosa-Luxemburg-Platz) organisierte. Zu dieser Zeit hatte die Neue Freie Volksbühne etwa 50.000 Mitglieder, die Freie Volksbühne 18.000.
Im Sommer 1914 wurde das neue Theater bezogen.

### Auflösung
1919 schlossen sich beide Vereine zur Vereinigten freien und neuen freien Volksbühne wieder zusammen.

## Persönlichkeiten
Gründungsmitglieder
Zu den zwanzig Mitgliedern des ersten Leitungsgremiums von Oktober 1892 gehörten
- Bruno Wille, Hauptinitiator
- Gustav Landauer, im Leitungsgremium bis 1917
- Fritz Mauthner
- Ernst von Wolzogen
- Wilhelm Bölsche
- Max Halbe, Schriftsteller
- Otto Erich Hartleben
- Julius Hart, Literaturkritiker
- Hans Hart, Literaturkritiker
- Oskar Linke, Schriftsteller
- Stanisław Przybyszewski, Schriftsteller
- Ola Hansson, Schriftsteller

Weitere Beteiligte
- Rudolf Steiner